# Oberea opaca
Oberea opaca är en skalbaggsart som beskrevs av Charles Joseph Gahan 1907. Oberea opaca ingår i släktet Oberea och familjen långhorningar. Inga underarter finns listade i Catalogue of Life.